# Marion Mazzano
Marion Mazzano est une série télévisée policière française en six épisodes de 49 minutes créée par Édouard Bernadac et diffusée les 14 et 21 mai 2010 sur France 2.

## Synopsis
Alors que Marion Mazzano était policière, elle frôla la mort lors d'une fusillade dans laquelle mourut son coéquipier Antoine Lafaille. Après trois mois de coma, Marion quitte la police et devient directrice d'un centre de réinsertion d'une centrale pénitentiaire. À la suite des déclarations d'un détenu, Marion cherche les raisons de la fusillade qui a failli lui coûter la vie.

## Distribution

### Acteurs principaux
- Estelle Vincent : Marion Mazzano, ex-policière, directrice du centre de réinsertion d'une centrale pénitentiaire
- Bruno Debrandt : Vincent Mazzano, policier et mari de Marion
- Dounia Sichov : Chloé Lafaille, veuve d'Antoine Lafaille
- Didier Bezace : Guillaume Vérac, le directeur divisionnaire du SRPJ
- Pierre Niney : Yann Vérac, le fils de Guillaume Vérac
- Anne Loiret : Armelle Laparan, collègue de Vincent Mazzano
- Damien Dorsaz : le substitut Costa
- Thomas Dumerchez : Kevin Vayssières, détenu en cours de réinsertion
- Franck Neckebrock : Antoine Lafaille, collègue de Marion Mazzano, tué lors d'une fusillade

### Acteurs secondaires
- Sabrina Ouazani : Aïcha Nahit (2 épisodes)
- Samira Lachhab : Malika
- Laurent Bateau : Roland Masse, directeur du centre de détention
- David Clavel : Serge Vidal, surveillant du centre de détention
- Perkins Lyautey : Gilbert Authier
- Francis Renaud : Franck Grueber
- Maeva Pasquali : Lucie Santenac
- Denis Braccini : Charpentier
- Frédéric Kneip : Bertrand Pujol
- Mathieu Bisson : Le juge d'instruction
- Jean-Charles Clichet : Ludovic Auhtier
- Maxime Lefrançois : Grégory Coquart
- Frans Boyer : « La Pointe »
- Fred Ulysse : Pierre Pujol
- Maya Ng Chin Yue
- Dimitri Storoge
- Hocking Tadrina : IGPN 2

## Fiche technique
- Création : Édouard Bernadac
- Réalisation : Marc Angelo
- Scénario : Édouard Bernadac et Jean-Luc Estèbe
- Dialogues : Édouard Bernadac et Jean-Luc Estèbe
- Production : Jean-Pierre Guerin
- Lieu de tournage : Marines

## Épisodes
1. La Blessure du passé
2. L'Enfant de la prison
3. L'Homme aux deux visages
4. Le Défi
5. Passage secret
6. Le Contrat